# Virtual On
Cyber Troopers Virtual-On (電脳戦機バーチャロン, Dennō Senki Bācharon), ou Virtual-On, est une série de jeux vidéo de combat de mecha issue de la franchise du même nom, développée par Sega AM3 et éditée par Sega.

## Liste de jeux

### Série principale
- 1995 - Cyber Troopers Virtual-On
- 1998 - Cyber Troopers Virtual-On: Oratorio Tangram
- 2001 - Cyber Troopers Virtual-On Force
- 2003 - Cyber Troopers Virtual-On Marz

### Compilation
- 2019 - Cyber Troopers Virtual-On Masterpiece 1995-2001

### Crossover
- 2018 - A Certain Magical Virtual-On